# Ofèlia Carbonell Torrents
Ofèlia Carbonell Torrents (Premiá de Mar, 25 de mayo de 1994) es una escritora y comunicadora cultural española que desarrolla su actividad profesional como podcastera y youtuber.

## Trayectoria
Graduada por el Conservatorio profesional de música de Badalona en Interpretación musical y especializada en violonchelo en el Conservatorio Superior de Música del Liceo,y con formación en Historia del Arte, Carbonell se dedica a la comunicación en el ámbito musical. En este sentido, ha colaborado con las emisoras de radio Catalunya Música y Catalunya Ràdio, donde participa en el programa Músiques empoderades.
Pese a su formación, ha dejado de identificarse como música, y realiza trabajos de divulgación alrededor del ámbito musical. Escribe artículos como freelance en diferentes medios de comunicación como Núvol, el diario Ara, la revista musical Enderrock  o Diacrític.
Además, Carbonell participa en los pódcast Gent de Merda y Puja al puto robot!, los dos de Radio Primavera Sound. También condujo Les muses para Catalunya Ràdio, acompañada de la locutora Juliana Canet. Participó como ponente en el Memefest del 2023, organizado por el Centro de Cultura Contemporánea de Barcelona (CCCB).
En la faceta de youtuber, forma parte del proyecto multimedia Canal Malaia y crea contenido de maquillaje, un campo en el que es pionera en lengua catalana. También está activa en Twitter, donde acumula más de 11.000 seguidores.
En 2023, debutó como autora literaria con la obra Fusta i resina a través de Columna Edicions. El libro trata sobre la dureza de la condición del músico y, secundariamente, la masificación del turismo en Barcelona. Carbonell se basó en su experiencia personal para escribirlo. Se publicó dentro de la colección Brunzits, dirigida por Juliana Canet. El lanzamiento de la novela resultó controvertido por las increpaciones públicas de la escritora Juana Dolores, que acusó a Carbonell de intrusismo por su irrupción en el mercado literario.
Se instaló en Barcelona a partir de la pandemia de COVID-19, y de ese momento su presencia en internet empezó a ser notoria.

## Reconocimientos
En mayo de 2023, Carbonell y sus compañeras del pódcast en lengua catalana Gent de Merda fueron galardonadas en la segunda edición de los Premis Sonor, que otorgan el portal web (La mira) y la asociación Xarxa Digital Catalana con la colaboración de Catalunya Ràdio.

## Obra
- 2023 – Fusta i resina. Colección Brunzits. Columna Edicions. ISBN 978-8466430647.